# آلبوکس
آلبوکس (به اسپانیایی: Albox) دهستانی در استان آلمریای اسپانیا است.
در این دهستان ۹٬۹۷۴ نفر زندگی می‌کنند. مساحت این دهستان ۱۶۸٫۰۰ کیلومتر مربع است.